# 第二次世界大战期间的泰国

泰国在二战期间的疆域得到扩张

泰国在二戰期间是大日本帝國唯一在亞洲的軍事盟友以及軸心國的成員之一。在太平洋战争爆發后，日本希望取道泰国进攻缅甸与马来亚，於是向泰國政府提出簽署三國同盟條約或締結軍事同盟的要求，並威脅若被拒絕會揮軍入侵。在與闖入國境的日軍發生武裝衝突後，泰国選擇於不簽約的條件下與日本結盟，並允許日軍於境內通行及駐紮，由此成為軸心國成員。由于當時泰国由軍人總理鑾披汶·頌堪元帥执政，日本并未在泰国扶植傀儡政权。相比于另外一个傀儡政权满洲国来说，日本以地位平等、平起平坐的盟友身份對待泰國，其政府亦仍能保有自身國家主權及軍權。1941年12月21日，泰國正式與日本签署同盟条约，並於翌年1月25日向同盟国宣战。
雖然於戰時與日本靠攏，但泰國國內仍有頗多國民反对日本军国主义者，其中自由泰人运动组织便拥有九万名反抗者，此组织受许多前政府官员支持，如比里·帕侬荣。这些抵抗者曾为盟军提供情报，并时常进行游擊反抗活动。在日本战败后，尽管泰国作為軸心國之一，但其仅向同盟國支付了小额的战争赔款而了结。

## 背景
第二次世界大战刚刚爆发时，泰国处于军政府统治时期，总理銮披汶·颂堪受法西斯主义和泛泰主义影响。他利用宣传手段营造个人崇拜，并范围性传播民族主义和军国主义。披汶政权主张收复失地，在国内煽动反法情绪，并支持老挝和柬埔寨的独立运动。披汶亲近日本，希望联合日本对法属印度支那发动战争。
1940年6月，法国被德國打敗，法属印度支那陷入混乱。披汶下令出兵越过东部边境，挑起第二次泰法战争。法军节节败退，但其海军舰队在大象岛海战中胜利，使得战争趋于胶着，最终日本出面调停战争。日本向维希法国政府施压，维希法国被迫向泰国让步，由于日本不愿过度影响和维希政权间的关系，法属印度支那仅割让了部分争议领土。披汶对此并不满意，不再一味奉行亲日政策，开始增兵防范日本入侵，并计划向英美寻求合作。

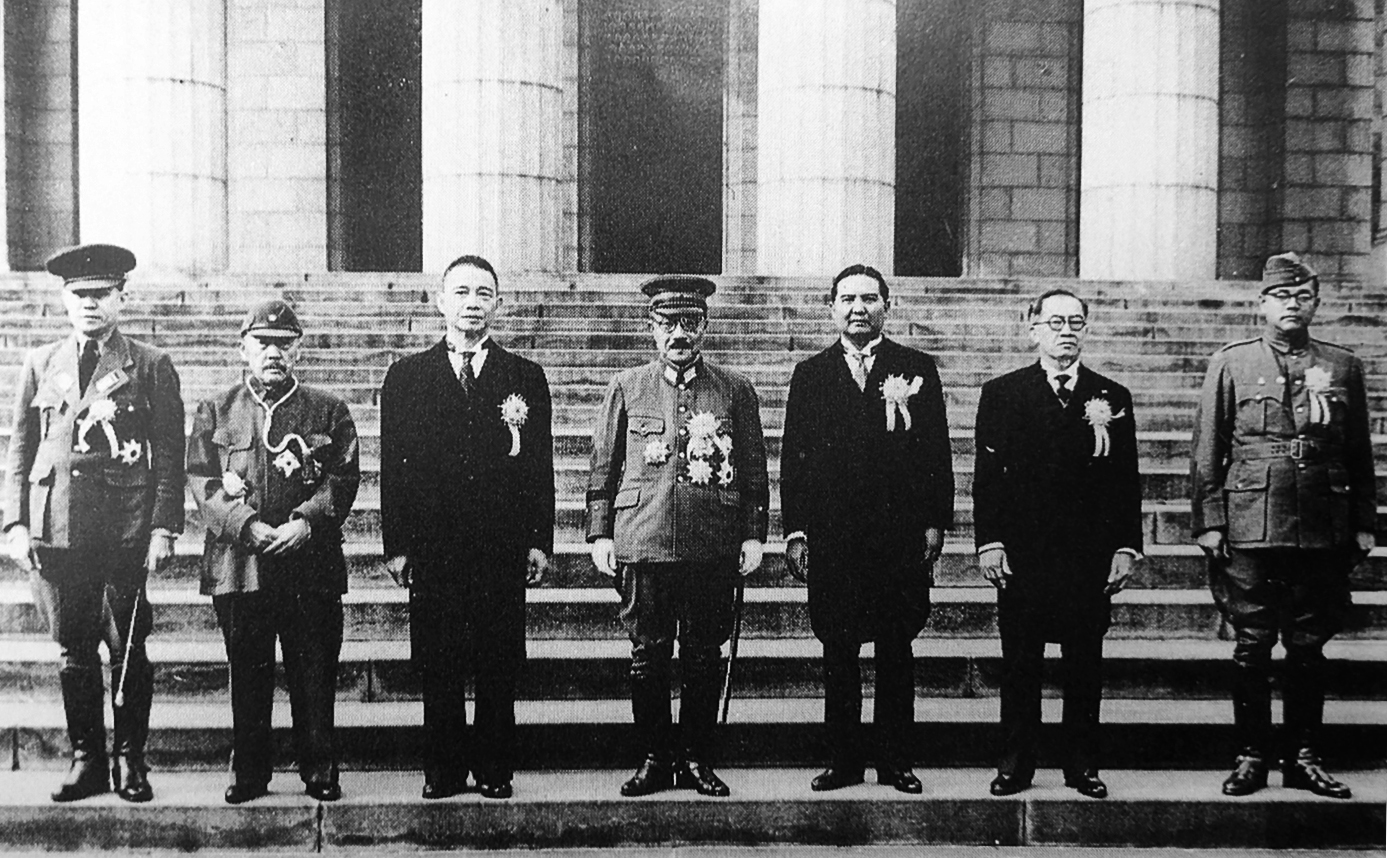
1943年11月的大东亚会议合影，从左至右：巴莫、张景惠、汪精卫、东条英机、旺·威泰耶康、何塞·劳威尔、鲍斯

## 日本進駐
1941年12月7日，日军偷袭珍珠港，挑起太平洋战争。12月8日，日军为取道入侵马来亚而入侵泰国。在进行了几个小时的战斗后，泰国不得不同意日本的要求，與日本簽訂同盟條約，给予其军事通行权，任其入侵缅甸和马来亚。披汶的妥协使泰国没有沦为日本的殖民地，但是其代价是让日本军队驻扎泰国，这说明泰国依然失去了部分主权。

## 结盟與日軍駐泰

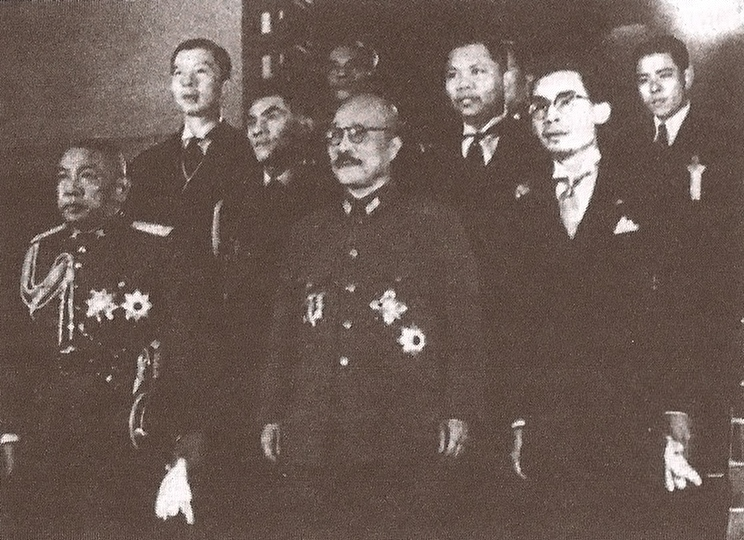
1942年，披耶帕凤（左）与东条英机（中）

1941年12月21日，泰日两国签署攻守同盟条约。此条约在9天后进行修订，要求泰国给予日本其国内所有铁路、公路、机场、船坞、仓库、通信系统和军营的通行权及利用权。1942年1月25日，泰国向盟军宣战。1942年2月15日，泰国、满洲国及汪精卫国民政府加入德意日三国同盟条约，但此三者通常被认为是“非官方签署者”。
披汶政府曾为收复失地与日本合作，但是只获得了部分领土。1943年8月20日，根據《泰日關於土地讓與條約》，更多泰国宣称的领土都作为奖赏被割给泰国。馬來亞的吉兰丹、登嘉楼、玻璃市、吉打四邦和缅甸的掸邦被划归泰國。与此同时，日本派遣15万名士兵前往驻扎泰国，并使用战俘和亚洲劳工来修筑臭名昭著的“死亡铁路”——泰缅铁路。1942年初，不少泰国人沉浸于日本的辉煌战果，但是到年底，由于日本人的傲慢行为以及战争对国家经济的不良影响，反日情绪亦有所产生。
战争给泰国经济造成不小问题。国内冲突不断，且企业之间经常出现恶性竞争的现象。德国曾频繁地采购泰国产品，但是一度由于海运问题难以解决而停止采购，泰国的经济只能依靠日本。但是泰国所需要的欧美商品，日本同样需要，而且日本所能提供的资源由于战争的原因变得越来越少。泰国国内商品开始出现短缺现象，物价也飞涨。更糟的是，日本出台进口商品免税政策，进一步减少了泰政府的收入。
1942年12月，泰国国内冲突变得越来越极端，泰国民众与警察发生对峙，双方爆发枪战，后来此事件被和平解决，但这事件亦意味着泰国的形势已非常严重。此事件也导致驻泰日军的指挥官被更换为中村晓人。随着战争的进行，日本逐渐失去了主动权，泰政府的立场也开始动摇。披汶也意识到了这一点，他开始疏远日本。1943年1月，他派遣了两名军官秘密前往重庆进行送还战俘的友好谈判。
但是，披汶的声誉在国内的下降速度完全超乎了他本人的想象。随着盟军逐渐加大轰炸曼谷的力度，泰国民众对披汶政府的信心在不断减少，有人开始怀疑他的外交政策。披汶离开曼谷，军队士气一落千丈。政府宣布，将曼谷民众迁移到北方疟疾横行的碧差汶，这个做法更导致了民众的困惑与不解。不满的不仅是民众。许多泰国王室成员和政府成员也越来越厌倦披汶的统治，更多的人开始支持反对派，如比里·帕侬荣。
就在披汶准备前往碧差汶时，意大利王國的墨索里尼法西斯政权垮台，此事惊动了整个泰政府。政府召开紧急会议，讨论轴心国在欧洲不堪的战局。與意大利相比，同样的事情很有可能发生在泰国。“另找一名‘巴多格里奥’”在泰国成为一句政治口号，惊动了纳粹德国。赫尔曼·戈林通知日本驻德大使密切关注泰国：不要让泰国变成东方的意大利。

## 终结
在泰国，自由泰人运动等抵抗组织的成员越来越多。泰国国内的不满以及反日情绪的空前高涨，都预示着披汶亲日政府倒台已成定数。1944年，盟军在法国开辟第二战场，纳粹德国在东线也节节败退。美国的军事实力越来越强大，日本在太平洋已无反击余地。同年8月，披汶政府倒台。1945年初，越来越多的人开始罢工，各地接连爆发起义，6月初，中國遠征軍及盟軍攻入泰國佔領下的撣邦。日军不断地在泰国增兵，进攻缅甸的日军也遭受失败，迫使他们只能退到泰国去。日军在泰国修建大量防御工事，并发布多次征收令，意图最后一搏。
当时泰国的政府首脑是保王党宽·阿派旺。但是，此时在泰国最有影响力的政治人物是反日的比里·帕侬荣。1945年，盟军的情报人员可以自由出入曼谷，不受任何约束。宽·阿派旺下台后，泰国政府陷入权力斗争之中。战争结束时，泰国立即宣布其在战时签署的任何条约与对盟国的宣战均为无效。在战后的和平谈判中，各国对泰国的态度不一。英国要求其在支付战争赔款的同时，以赔偿的方式归还之前日本割让给泰国的领土；法国政府要求泰国归还自法属印度支那掠得的领土归还，否则将不会允许泰国加入新成立的联合国；美国因为和泰国没有利益冲突，因而态度相对温和，认为应该在和平谈判时不应将泰国视作敌国；苏联则坚持要求泰国废除其制定的反共立法。

## 脚注
1. ↑  . United States Department of State.   [2022-10-10]. （原始内容存档于2022-12-01） （英语）.
2. ↑  . www.the-silk-route.co.uk.   [2022-10-10]. （原始内容存档于2018-09-21）.
3. 1 2 3 4 5 6 7 8 9 10 11  E. Bruce Reynolds. (1994) Thailand and Japan's Southern Advance 1940–1945. St. Martin's Press ISBN 0-312-10402-2.
4. ↑  James F. Dunnigan. The World War II Bookshelf: Fifty Must-Read Books. Kensington Pub Corp, 2005 ISBN 0-8065-2649-1, p.16
5. ↑  Ooi, Keat Gin. . ABC-CLIO. 2004: 514. ISBN 978-1-57607-770-2 （英语）.
6. ↑  Lambert, Tim. . Local Histories. 2021-03-14  [2022-10-10]. （原始内容存档于2022-10-13） （英国英语）.
7. 1 2  Richard J. Aldrich (1993) The Key to the South. Oxford University Press. ISBN 0-19-588612-7
8. ↑  Stuart-Fox, Martin; Martin, Stuart-Fox. . Cambridge University Press. 1997-09-28. ISBN 978-0-521-59746-3 （英语）.
9. ↑  Charivat Santaputra (1985) Thai Foreign Policy 1932–1946. Thammasat University Press. ISBN 974-335-091-8
10. 1 2 3 4 5  Judith A. Stowe. (1991) Siam becomes Thailand: A Story of Intrigue. University of Hawaii Press. ISBN 0-8248-1393-6
11. ↑  Nish, Ian. . Greenwood Publishing Group. 2002. ISBN 978-0-275-94791-0 （英语）.
12. ↑  Young, Edward M. (1995) Aerial Nationalism: A History of Aviation in Thailand. Smithsonian Institution Press. ISBN 1-56098-405-8
13. ↑  Direk Jayanama. (2007) Thailand and WWII. Silkworm Books.
14. ↑  E Bruce Reynolds. (2005) Thailand's secret war: the Free Thai, OSS, and SOE during World War II. Cambridge University Press. ISBN 0-521-83601-8